# Owasco (jezioro)
Jezioro Owasco – jezioro w Stanach Zjednoczonych, w stanie Nowy Jork, w hrabstwie Cayuga, w regionie Finger Lakes. Jest szóstym co do wielkości jeziorem regionu. 

## Opis
Jezioro usytuowane jest na wschód od jeziora Cayuga, a na zachód od jeziora Skaneatles. Ma 27,45 km² powierzchni. Maksymalna głębia wynosi 54 metry, średnia to 30 metrów. Maksymalna długość zaś to 18 km, a max. szerokość – 2,1 km. Lustro wody położone jest 217 m n.p.m. 

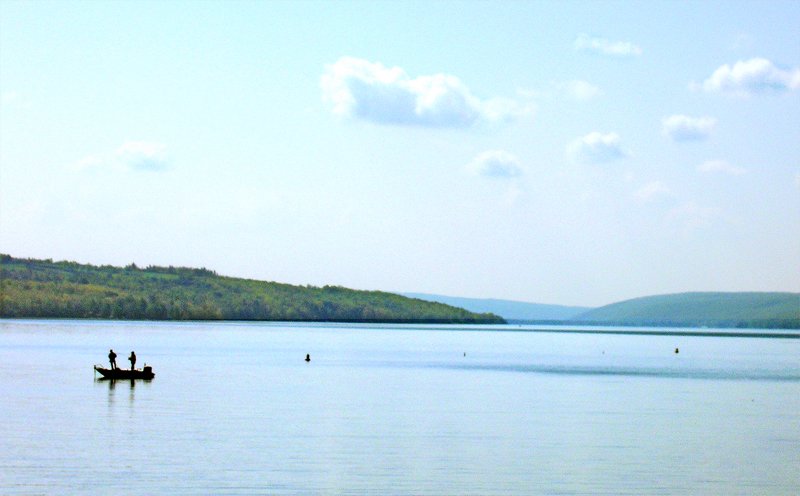
Zdjęcie jeziora

Jezioro jest położone całkowicie w granicach hrabstwa Cayuga.  
W przeciwieństwie do innych jezior regionu, Jezioro Owasco otoczone jest polami uprawnymi, przez co jest szczególnie narażone na wysokie stężenia azotu pochodzącego z upraw rolnych.

## Historia
Nazwa Owasco prawdopodobnie pochodzi od irokezyjskiego słów dwas-co bądź was-co, odpowiednio oznaczających: most na wodzie i pływający most. W XIX wieku jezioro było popularnym miejscem wypoczynkowych dla zamożnych osadników. Kasyno ulokowane na północnym brzegu jeziora gościło ludzi podróżujących koleją wzdłuż zachodniego brzegu. Kasyno to spłonęło na początku XX wieku, a pozostałości kolei nadaj znajdują się na terenach bagiennych jeziora.
Obecnie jezioro służy głównie do celów turystycznych. Popularnymi formami wypoczynku są: wędkarstwo sportowe, pływanie, nurkowanie czy żeglarstwo. 

## Fauna
Gatunki ryb zamieszkujących jezioro to: palia jeziorowa, salmo trutta, łosoś szlachetny, pstrąg tęczowy, bass wielkogębowy, bass małogębowy, szczupak pospolity, okoń żółty, bass niebieski, bass słoneczny, bass czerwonooki, sumik czarny, szczupak amerykański, sandacz amerykański, karp, catostomus commersoni, catostomus catostomus, notemigonus crysoleucas, osmerus mordax oraz aloza tęczowa.